# Aleksander Pałac
Aleksander Pałac (ur. 27 sierpnia 1947 we Wrocławiu) – kompozytor, redaktor muzyczny Telewizji Polskiej. 

## Życiorys
Z wykształcenia inżynier elektryk. Jest absolwentem VI Liceum Ogólnokształcącego im. Tadeusza Reytana w Warszawie (1965), Wydziału Elektrycznego Politechniki Warszawskiej (1972) oraz Wydziału Zarządzania Uniwersytetu Warszawskiego (1981). Członek zastępu „Piklingi”, następnie kręgu instruktorskiego przy 1 WDH „Czarnej Jedynce” (1961–1965).
Od 1969 związany z radiową Trójką, kiedy to rozpoczął współpracę z Redakcją Satyry, komponując muzykę do tekstów Adama Kreczmara, Jacka Janczarskiego, Jonasza Kofty i Marcina Wolskiego. Rok później wraz z Maciejem Pietrzykiem założył Studio Piosenki uniwersyteckiego klubu Hybrydy. 
W TVP pracował w Naczelnej Redakcji Programów dla Dzieci, gdzie zainicjował w 1990 program „Tęczowy Music Box”, i kolejne pozycje: „Tęczowy Minibox”, „Małe musicale” i autorski program „Talent za talent”.
Członek Stowarzyszenia Autorów ZAiKS.

## Odznaczenia i nagrody
- Złoty Krzyż Zasługi (2011)[1]
- Order Uśmiechu (1997)
- Nagroda ZAiKS-u za popularyzację polskiej muzyki rozrywkowej (2022)[5]